# Меган Мултон-Леві
Меган Мултон-Леві (англ. Megan Moulton-Levy; нар. 11 березня 1985) — колишня американська тенісистка.
Найвищу одиночну позицію світового рейтингу — 237 місце досягла 6 липня, 2009, парну — 50 місце — 22 липня, 2013 року.
Здобула 1 одиночний та 1 парний титул.
Найвищим досягненням на турнірах Великого шолома було 2 коло в парному розряді.

## Особисте життя
Меган Мултон-Леві є відкритою лесбійкою.

## Фінали турнірів WTA

### Парний розряд:1 перемога
| Легенда                       |
| ----------------------------- |
| Турніри Великого шолома (0–0) |
| Premier M & Premier 5 (0–0)   |
| Premier (0–0)                 |
| International (1–0)           |

| Фінали за покриттям |
| ------------------- |
| Тверде (1–0)        |
| Трава (0–0)         |
| Ґрунт (0–0)         |
| Килим (0–0)         |

| Результат | Дата     | Турнір                  | Покриття | Партнерка  | Суперниці                   | Рахунок               |
| --------- | -------- | ----------------------- | -------- | ---------- | --------------------------- | --------------------- |
| Перемога  | Кві 2014 | Monterrey Open, Мексика | Тверде   | Дарія Юрак | Тімеа Бабош Ольга Говорцова | 7–6(7–5), 3–6, [11–9] |

## Фінали ITF
| турніри $100,000 |
| турніри $75,000  |
| турніри $50,000  |
| турніри $25,000  |
| турніри $10,000  |

### Одиночний розряд: 2 (1–1)
| Результат | Ранг | Дата              | Турнір              | Покриття | Суперниця                     | Рахунок       |
| --------- | ---- | ----------------- | ------------------- | -------- | ----------------------------- | ------------- |
| Перемога  | 1.   | 22 липня 2008     | ITF Евансвілл, США  | Тверде   | Емілі Веблі-Сміт              | 6–3, 6–4      |
| Поразка   | 1.   | 18 листопада 2008 | ITF Пуебла, Мексика | Тверде   | Марія Фернанда Альварес Теран | 4–6, 6–3, 4–6 |

### Парний розряд 22 (10–12)
| Результат | Ранг | Дата              | Турнір                          | Покриття   | Партнерка         | Суперниці                                       | Рахунок             |
| --------- | ---- | ----------------- | ------------------------------- | ---------- | ----------------- | ----------------------------------------------- | ------------------- |
| Перемога  | 1.   | 7 червня 2004     | ITF Алкобаса, Португалія        | Тверде     | Аланна Бродерік   | Кріція Боргарелло Сільвія Дісдері               | 7–5, 6–1            |
| Поразка   | 1.   | 14 червня 2004    | ITF Монтемор-у-Нову, Португалія | Тверде     | Аланна Бродерік   | Фредеріка Пієдаде Алінор Трісеррі               | 4–6, 3–6            |
| Перемога  | 2.   | 13 серпня 2008    | ITF Лондон, Велика Британія     | Тверде     | Емілі Веблі-Сміт  | Мартіна Бабакова Манана Шапакідзе               | 6–1, 6–1            |
| Перемога  | 3.   | 18 листопада 2008 | ITF Пуебла, Мексика             | Тверде     | Одра Коен         | Марія Фернанда Альварес Теран Вероніка Сп'єхель | 6–2, 6–4            |
| Поразка   | 2.   | 22 грудня 2008    | ITF Делі, Індія                 | Тверде     | Емілі Веблі-Сміт  | Хванг І-Хсюань Чжан Лін                         | 3–6, 6–7(4)         |
| Поразка   | 3.   | 27 січня 2009     | ITF Лагуна-Нігел, США           | Тверде     | Лаура Зігемунд    | Ванесса Генке Дарія Юрак                        | 6–4, 3–6, [8–10]    |
| Поразка   | 4.   | 18 березня 2009   | ITF Каїр, Єгипет                | Ґрунт      | Лаура Зігемунд    | Аніко Капрош Каталін Мароші                     | 5–7, 3–6            |
| Поразка   | 5.   | 15 червня 2009    | ITF Белен, Бразилія             | Тверде     | Ана Клара Дуарте  | Марія Фернанда Алвеш Карла Тіене                | 6–7(1), 5–7         |
| Поразка   | 6.   | 30 червня 2009    | ITF Бостон, США                 | Тверде     | Меллорі Сесіл     | Марія Фернанда Алвеш Аша Ролле                  | 1–6, 6–4, [6–10]    |
| Перемога  | 4.   | 20 січня 2010     | ITF Рексем, Велика Британія     | Тверде (i) | Меллорі Сесіл     | Івета Герлова Люсі Кріґсманнова                 | 4–6, 6–0, [11–9]    |
| Поразка   | 7.   | 26 січня 2010     | ITF Гренобль, Франція           | Тверде (i) | Меллорі Сесіл     | Вікторія Ларр'єр Іріна Раміалізон               | 3–6, 4–6            |
| Перемога  | 5.   | 25 травня 2010    | ITF Карсон, США                 | Тверде     | Ліндсей Лі-Вотерс | Крістіна Фусано Кортні Негл                     | 6–1, 6–2            |
| Поразка   | 8.   | 22 червня 2010    | ITF Бостон, США                 | Тверде     | Ліндсі Лі-Вотерс  | Кімберлі Кутс Тетяна Лужанська                  | 4–6, 6–3, [8–10]    |
| Перемога  | 6.   | 6 липня 2010      | ITF Грейпвайн, США              | Тверде     | Ліндсі Лі-Вотерс  | Кімберлі Кутс Лужанська Тетяна                  | 6–2, 7–5            |
| Перемога  | 7.   | 21 вересня 2010   | ITF Альбукерке, США             | Тверде     | Ліндсі Лі-Вотерс  | Абігейл Спірс Машона Вашінгтон                  | 2–6, 6–3, [10–8]    |
| Перемога  | 8.   | 28 вересня 2010   | ITF Лас-Вегас, США              | Тверде     | Ліндсі Лі-Вотерс  | Ірина Фалконі Марія Санчес                      | 1–6, 7–5, [10–4]    |
| Поразка   | 9.   | 10 травня 2011    | ITF Прага, Чехія                | Ґрунт      | Ліндсі Лі-Вотерс  | Петра Цетковська Міхаелла Крайчек               | 2–6, 1–6            |
| Поразка   | 10.  | 5 липня 2011      | ITF Ватерлоо, Канада            | Ґрунт      | Ежені Бушар       | Александра Мюллер Ейжа Мугаммад                 | 3–6, 6–3, [7–10]    |
| Поразка   | 11.  | 19 липня 2011     | ITF Лексінгтон, США             | Тверде     | Ліндсі Лі-Вотерс  | Тамарін Гендлер К'яра Шоль                      | 6–7(9), 6–3, [7–10] |
| Перемога  | 9.   | 9 серпня 2011     | ITF Бронкс, США                 | Тверде     | Аша Ролле         | Хань Сіньюнь Лу Цзінцзін                        | 6–3, 7–6(5)         |
| Поразка   | 12.  | 1 листопада 2011  | ITF Грейпвайн, США              | Тверде     | Ліндсі Лі-Вотерс  | Джеймі Гемптон Чжан Шуай                        | 4–6, 0–6            |
| Перемога  | 10.  | 27 березня 2012   | ITF Оспрі, США                  | Ґрунт      | Ліндсі Лі-Вотерс  | Олександра Панова Леся Цуренко                  | 2–6, 6–4, [10–7]    |

## Часова шкала результатів на турнірах Великого шлему
| W | Ф | ПФ | ЧФ | #Р | КТ | К# | DNQ | A | NH |

### Парний розряд
| Турнір                                 | 2011 | 2012 | 2013 | 2014 | 2015 | 2016 | 2017 | SR     | W–L  | % виграшів |
| -------------------------------------- | ---- | ---- | ---- | ---- | ---- | ---- | ---- | ------ | ---- | ---------- |
| Відкритий чемпіонат Австралії з тенісу |      |      | 2р   | 1р   | 1р   |      | 2р   | 0 / 4  | 2–4  | 33%        |
| Відкритий чемпіонат Франції з тенісу   |      |      | 2р   | 1р   |      |      |      | 0 / 2  | 1–2  | 33%        |
| Вімблдонський турнір                   | 1р   | 1р   | 2р   | 1р   |      |      |      | 0 / 4  | 1–4  | 20%        |
| Відкритий чемпіонат США з тенісу       |      | 1р   | 2р   | 2р   |      |      | 1р   | 0 / 4  | 2–4  | 33%        |
| В-П                                    | 0–1  | 0–2  | 4–4  | 1–4  | 0–1  | 0–0  | 1–2  | 0 / 14 | 6–14 | 30%        |